# Presidenti della Provincia di Foggia
Elenco dei presidenti dell'amministrazione provinciale di Foggia.

## Regno d'Italia (1861-1946)

### Presidenti del Consiglio provinciale (1861-1926)
- Giovanni Battista D'Amelj (1862-1871)
- Domenico Frascolla (1871-1872)
- Lorenzo Scillitani (1872-1876)
- Angelo Villani (1876-1877)
- Errico Barone (1877-1879)
- Angelo Villani (1879-1881)
- Errico Barone (1881-1885)
- Angelo Villani (1885-1886)
- Domenico De Troja (1886-1888)
- Antonio Salandra (1889-1893)
- Germano Ripandelli (1893-1894)
- Giuseppe Civetta (1894-1895)
- Raffaele Basso (1895-1906)
- Emilio Perrone (1906-?)

### Presidenti della Deputazione provinciale (1889-1926)
| Nº  | Nº | Ritratto | Nome             | Mandato | Mandato | Partito |
| Nº  | Nº | Ritratto | Nome             | Inizio  | Fine    | Partito |
| --- | -- | -------- | ---------------- | ------- | ------- | ------- |
| 1   |    |          | Giuseppe Civetta | 1889    | 1893    | ?       |
| 2   |    |          | Antonio Fiorito  | 1893    | 1896    | ?       |
| 3   |    |          | Michele Dandolo  | 1896    | 1903    | ?       |
| 4   |    |          | Saverio Sinisi   | 1903    | 1904    | ?       |
| (3) |    |          | Michele Dandolo  | 1904    | 1911    | ?       |
| (4) |    |          | Saverio Sinisi   | 1911    | ?       | ?       |

## Italia repubblicana (dal 1946)

### Presidenti della Deputazione provinciale (1945-1951)
- Domenico Fioritto

### Presidenti della Provincia (dal 1951)

#### Eletti dal Consiglio provinciale (1951-1994)
| Nº | Nº | Ritratto | Nome                                      | Mandato           | Mandato           | Partito                     |
| Nº | Nº | Ritratto | Nome                                      | Inizio            | Fine              | Partito                     |
| -- | -- | -------- | ----------------------------------------- | ----------------- | ----------------- | --------------------------- |
|    |    |          | Luigi Allegato                            | 1952              | 25 maggio 1958    | Partito Comunista Italiano  |
|    |    |          | ?                                         | ?                 | ?                 | ?                           |
|    |    |          | Michele Protano                           | 1981              | 11 agosto 1990    | Partito Socialista Italiano |
|    |    |          | Armando Palmieri                          | 11 agosto 1990    | 21 settembre 1990 | Democrazia Cristiana        |
|    |    |          | Giulio Miccoli                            | 21 settembre 1990 | 22 novembre 1991  | Partito Comunista Italiano  |
|    |    |          | Teodoro Moretti                           | 22 novembre 1991  | 21 febbraio 1994  | Partito Socialista Italiano |
| –  |    |          | Michele La Gala (Commissario prefettizio) | 19 aprile 1994    | 6 luglio 1994     | —                           |

#### Eletti direttamente dai cittadini (1994-2014)
| Nº               | Nº             | Ritratto | Nome                                         | Mandato         | Mandato          | Partito                         | Elezione |
| Nº               | Nº             | Ritratto | Nome                                         | Inizio          | Fine             | Partito                         | Elezione |
| ---------------- | -------------- | -------- | -------------------------------------------- | --------------- | ---------------- | ------------------------------- | -------- |
|                  |                |          | Antonio Pellegrino                           | 5 dicembre 1994 | 30 novembre 1998 | Indipendente di centro-sinistra | 1994     |
| 30 novembre 1998 | 27 maggio 2003 | 1998     | Antonio Pellegrino                           |                 |                  | Indipendente di centro-sinistra |          |
|                  |                |          | Carmine Stallone                             | 27 maggio 2003  | 29 aprile 2008   | Indipendente di centro-sinistra | 2003     |
|                  |                |          | Antonio Pepe                                 | 29 aprile 2008  | 3 maggio 2013    | Il Popolo della Libertà         | 2008     |
|                  |                |          | Fabio Costantini (Commissario straordinario) | 3 maggio 2013   | 13 ottobre 2014  | —                               | —        |

#### Eletti dai sindaci e consiglieri della provincia (dal 2014)
| Nº | Ritratto | Ritratto | Nome               | Mandato         | Mandato         | Partito                         | Elezione |
| Nº | Ritratto | Ritratto | Nome               | Inizio          | Fine            | Partito                         | Elezione |
| -- | -------- | -------- | ------------------ | --------------- | --------------- | ------------------------------- | -------- |
|    |          |          | Francesco Miglio   | 13 ottobre 2014 | 31 ottobre 2018 | Partito Democratico             | 2014     |
|    |          |          | Nicola Gatta       | 31 ottobre 2018 | 29 gennaio 2023 | Unione di Centro                | 2018     |
|    |          |          | Giuseppe Nobiletti | 29 gennaio 2023 | in carica       | Indipendente di centro-sinistra | 2023     |